# 1985年5月逝世人物列表
1985年逝世人物列表：1月 - 2月 - 3月 - 4月 - 5月 - 6月 - 7月 - 8月 - 9月 - 10月 - 11月 - 12月
1985年5月逝世人物列表，是用于汇总1985年5月期间逝世人物的列表。

## 依日期排序

### 1日
- 鄧尼斯·羅賓斯（又名：法蘭西斯卡·賴特、阿什利·弗蘭奇、哈裡特·格雷、裘莉婭·凱恩），英國浪漫小說家[1]
- Ási í Bæ，冰島作家
- 弗里茨·海德，德國細密畫家、製圖員和水彩畫家
- 喬治·普拉達，捷克演員

### 2日
- 渡海元三郎，70岁，日本原建设大臣。
- 阿蒂利奧·貝特加，義大利拉力賽車手
- 拉裡·克林頓，美國小號手和樂隊領隊
- 亞瑟·格魯內瓦爾德，德國政治家（SPD），威廉港市長
- 哈羅德·奧斯特塔格，美國政治家
- 卡爾·斯特裡貝克，德國演員和藝術總監

### 3日
- 霍斯特·阿達米茨，德國記者
- 馬克斯·蘭格，德國畫家
- 傑羅姆-西奧多·林根海姆，法國神職人員，索科德主教
- 斯塔西斯·拉什蒂基斯，立陶宛少將、總參謀長和公關人員
- 珀西·斯潘德，澳大利亞政治家和外交部長

### 4日
- 克勞倫斯·懷斯曼，77岁，第十任救世军大将。
- 揚·阿佩爾，德國政治家
- 迪茲·布蘭迪，德國建築師
- 哈裡·厄爾斯，德國演員和馬戲團表演者
- 卡爾·埃爾加斯，德國政治家（KPD、SPD）、MdR、MdA
- 維爾納·薩施泰特，德國法官、大學講師
- 菲克里·索姆梅茲，土耳其當地政治家，法薩區市長

### 5日
- 唐納德·貝利，英國土木工程師
- 卡特·布朗，澳大利亞犯罪作家
- 吉諾·布桑卡，義大利演員
- 彼特·范·肯彭，荷蘭自行車手

### 6日
- 彼特·德賈丁斯，美國奧運跳水運動員[2]
- 裘莉·維加，菲律賓童星和歌手
- 歐文·多馬尼格，奧地利醫生，奧地利耶路撒冷聖墓騎士團中尉
- 卡爾·霍辛格，德國政治家（KPD/SED）
- 克勞斯·特倫巴赫，德國律師和政治家

### 7日
- 道恩·亞當斯，英國女演員
- 路易士·阿雷納爾·巴斯塔爾，墨西哥藝術家
- 馬丁·貝海姆-施瓦茨巴赫，德國作家
- 埃裡希·克林格霍費爾，德國歷史學家
- ，葡萄牙政治家，曾任葡萄牙總理

### 8日
- 道夫·斯威特，美國演員
- 烏爾里希·杜伯，德國記者和政治家（社民黨），聯邦議院議員
- 卡爾·馬克思，德國作曲家和音樂教育家
- 哈裡·斯內爾，瑞典自行車手
- 西奧多·史特金，美國科幻作家

### 9日
- 艾德蒙·奧布萊恩，美國演員[3]
- 馬蒂亞斯·塞巴斯蒂昂·弗朗西斯科·費爾南德斯，葡萄牙神職人員，邁索爾主教
- 黑爾男爵萊斯利·黑爾，英國政治家，下議院議員
- 斯維亞·諾倫，瑞典花樣滑冰運動員
- 阿德里安·保倫，荷蘭總統（1976年至1981年）
- 瓦爾特·舍海特，德國歌唱家、管風琴家和合唱團指揮

### 10日
- 尹自重，82岁，中国广东音乐演奏家。
- 塔哈爾·本·阿瑪律，突尼西亞政治家，突尼西亞第8任總理[4]
- 弗洛里澤爾·馮·路透，美國小提琴家和作曲家
- 安東尼奧·布蘭卡，瑞士一級方程式賽車手
- 威廉·格內羅茨基，德國地方政治家（社民黨）
- 維爾納·哈恩，德國政治家（基民盟），聯邦議院議員
- 卡爾·漢瑟，德國出版商
- 霍斯特·萊姆克，德國書籍插畫家
- 朱利奧·莫雷利，義大利紀錄片製片人和電影導演
- 阿爾弗雷德·舒曼，德國海軍軍官，最後一位 艦隊 海軍上將

### 11日
- 切斯特·古爾德，美國漫畫家，迪克·特雷西的創作者[5]
- 沃爾夫·馮·格蘇姆，德國演員、導演和藝術總監
- 瑞亞·金斯特，德國歌手（女高音）和歌唱老師
- 彼特·范·梅弗，荷蘭作曲家

### 12日
- 让·杜布菲，法國藝術家[6]
- 魯道夫·阿裡扎加，阿根廷作曲家
- 博赫丹·沃迪奇科，波蘭指揮家和音樂教育家

### 13日
- 周恩寿，81岁，周恩来胞弟。
- 塞爾瑪·戴蒙德，加拿大女演員和編劇
- 萊特麗斯·喬伊，默片時代的美國女演員
- 馬克·克拉斯納，法國數學家
- 文森特·利普哈特，美國MOVE創始人
- 亚历山大·米库林，蘇聯發動機設計師
- 米爾德里德·謝爾，德國醫生，德國癌症援助組織創始人沃爾特·謝爾（Walter Scheel）的妻子
- 弗朗茨·施耐德，德國民謠演員和廣播劇解說員
- 理查·施拉德，德國政治家（基民盟）

### 14日
- 翁美玲，26岁，香港电视演员。
- 巴爾蓋的唐內特男爵亞歷山大·唐內特，英國工會官員
- 瑪麗亞·路易莎·埃斯科瓦爾，委內瑞拉作曲家、鋼琴家和歌手
- 查理斯·倫納德·漢布林，澳大利亞哲學家、邏輯學家和計算機先驅
- 費利克斯·埃利瑟·辛納爾，以色列律師和外交官
- 拉迪斯拉夫·澤尼謝克，捷克足球運動員和教練

### 15日
- 傑基·柯蒂斯，美國劇作家、演員、歌手和安迪·沃霍爾超級巨星
- 亨利·格蒙德，瑞士新教神職人員和大學講師
- 保羅·科爾德，德國達姆施塔特郵政技術中心辦公室主任
- 雷纳托·奥尔米，義大利足球運動員
- 艾默生·斯賓塞，美國短跑運動員和奧運會金牌得主
- 海因茨·溫珀（Heinz Wemper），德國演員

### 16日
- 埃德加德·德·卡盧韋，比利時自行車手
- 玛格丽特·汉密尔顿，美國女演員

### 17日
- 休·伯登，英國演員和劇作家
- 安倍·伯羅斯，美國作家、劇作家和導演
- 歐根·多爾曼（Eugen Dollmann），德國外交官和黨衛軍工作人員
- 瓦爾特·基納斯特，德國歷史學家
- 漢斯·普萊施，德國員警、律師和黨衛軍領導人

### 18日
- 宾努，79岁，柬埔寨前首相。
- 哈拉爾德·安德森，瑞典田徑運動員
- 赫德利·布林，澳大利亞政治學家，國際關係教授
- 海倫諾·弗拉戈索，巴西刑事律師和犯罪學家
- 理查·馮·基恩勒，德語語言學家
- 維克多·拉格爾，瑞士企業家
- 赫尔曼·施里德，德國場地障礙賽
- 埃里希·特劳布，德國獸醫
- Panagiotis Zepos，希臘法學家和政治家

### 19日
- 馬克布拉爾·拉赫曼·薩卡爾，孟加拉國學者[7]
- 喬治·埃勒特，德國演員、廣播演員和配音演員
- 康拉德·卡爾，瑞士室內設計師、企業家、作家
- 阿爾弗雷多·梅奧，西班牙演員
- 約翰內斯·佩佐爾德，德國教堂音樂家、作曲家和講師
- 維克多·羅德裡格斯·安德拉德，烏拉圭足球運動員
- 希爾丁·羅森伯格，瑞典指揮家和作曲家
- 海因·蒂姆，德國民謠歌手、作家、詞曲作者和作曲家
- 塔皮奥·维尔卡拉，芬蘭平面藝術家、室內建築師和設計師

### 20日
- 海因茨-安德列亞斯·埃姆，德國演員和藝術總監
- 弗朗茨·約瑟夫·希爾特，瑞士鋼琴家

### 21日
- 馬塞爾·蘭克圖伊特，法國作曲家、管風琴家和教育家
- 威利·梅瓦爾德，德國攝影師
- 庫爾特·韋茨曼，德國演員和配音演員
- 卡爾·韋伯，德國政治家（CDU），聯邦議院議員，聯邦司法部長
- 埃裡希·韋塞爾，德國畫家和平面藝術家

### 22日
- 阿利斯特·哈代，89岁，英国海洋生物学家。
- 查理斯·墨菲，美國建築師。
- 保羅·阿爾佈雷希特，德國政治家（KPD），聯邦議院議員
- 奧托·伯傑，德國牙醫，國際義人
- 卡爾-阿道夫·霍利特，德國上校，第6集團軍總司令
- 弗朗茨·馬克思，奧地利政治家（ÖVP），布爾根蘭州議會議員
- 沃夫冈·雷瑟曼，美國電影導演和動畫師
- 加博爾·馮·瓦薩里，匈牙利作家、編劇

### 23日
- 佩德羅·科羅內爾·阿羅約，墨西哥藝術家
- 勞埃德·葛籣，美國R&B和爵士音樂家和唱片製作人
- 奧托·西爾，德國爵士音樂家和攝影師
- 喬治·瓦格納，德國政治家（NSDAP），聯邦議院議員

### 24日
- 喬·達倫斯堡，美國爵士單簧管演奏家和薩克斯管演奏家
- A.R.麥凱布，美國政治家
- 納塔利奧·佩里內蒂，阿根廷足球運動員

### 25日
- 钱俊瑞，77岁，中国经济学家。
- 路德維希·安舒茨，德國演員和廣播劇解說員
- 沃爾特·埃利格（Walter Elliger），德國新教神學家和教會歷史學家
- 赫塔·哈默巴赫，德國景觀設計師
- 約翰內斯·霍爾圖森（Johannes Holthusen），德國斯拉夫學者和大學講師
- 卡爾·紐鮑爾，奧地利政治家（ÖVP），州議會議員
- 弗雷德·羅德里安，德國出版總監和兒童讀物作家
- 弗里茨·斯塔斯特尼，德奧化學工程師和發明家
- 唐·華萊士，美國廣播先驅
- 阿洛伊斯·韋（Alois Wey），瑞士屋頂工人和繪圖員

### 26日
- 哈羅德·派克，美國電影製片人
- 卡爾·特魯特溫，德國當地歷史學家和作家

### 27日
- 斯基特·貝斯特，美國爵士吉他手
- 漢斯·埃格特·施羅德，德國作家、私人學者、出版顧問和編輯
- 阿奇·史塔克，美式足球運動員

### 28日
- 喬治·德弗勒，美國民族學家和精神分析學家
- 尼爾斯·諾巴赫，德國作曲家
- 羅伯特·帕施克，德國醫生和學生歷史學家
- 特倫斯·普里蒂，記者和作家
- 洛伦·莱德（Loren L.Ryder），美國音響工程師
- 埃米爾·桑德，德國政治家（KPD），聯邦議院議員
- 鄧尼斯·羅納德·謝爾曼，英國作家
- Șerban Țițeica，羅馬尼亞物理學家
- 埃裡希·特勞奇，德國承包商

### 29日
- 亨利·蓋拉克，美國科學史學家
- 马克斯·莱姆克，德國軍官，二戰最後一位少將
- 貢納爾·尼爾森，丹麥中長跑運動員
- 海因里希·諾特，德國外交官
- 羅蘭·厄特，德國制琴師
- 馬里奧·雷維利·迪·博蒙特，義大利摩托車賽車手和車輛設計師
- 大衛·羅基亞，以色列詩人
- 海因茨·舒尔茨，德國時裝設計師

### 30日
- 奧爾加·尼古拉耶夫娜·安斯泰，俄羅斯作家、詩人和翻譯家
- 古斯塔夫·耶内克，德國冰球和網球運動員
- 塔爾博特·詹寧斯，美國編劇
- 漢尼洛特·雷芬，德國新教神學家

### 31日
- Åke Blomström，瑞典電台記者
- 歐根·傑拉德斯，德國農民、政治家（基民盟）、聯邦議院議員
- 凱特·克魯斯，德國語言學家和英國學者
- 雷米吉烏斯·內策爾，德國畫家、翻譯家和平面藝術家
- 路易士·羅伯特，法國金石學家

### 日期不詳
- 霍雷肖·費奇，美國田徑運動員
- 威廉·米勒，美國賽艇運動員
- 卡爾·波特，德國製造商和工業設計師